# Родионовка (Амурская область)
Родионовка — село в Бурейском районе Амурской области России. Административный центр Родионовского сельсовета.

## География
Село Родионовка расположено на автотрассе «Амур».
Районный центр пос. Новобурейский находится в 30 км в восточном направлении (по автотрассе на Хабаровск).
На северо-восток от села Родионовка идёт дорога к сёлам Семёновка и Трёхречье.
На север от села идёт дорога к посёлку Талакан и городу Талакан 2.
На юг от села Родионовка идёт дорога областного значения к пос. Бурея.

## История
Село Родионовка образовано в 1904 году Родионом Чернявским. В 2004 году село отметило 100-летие со дня основания. В 2014 году село отметило своё 110-летие.

## Экономика
В 2016 году было образовано КФХ( Крестьянское Фермерское Хозяйство) под руководством Рафальского А.А.

## Климат
В Родионовке зимы  более продолжительные и значительно более холодные. Погода в Родионовке, ввиду очень небольшой теплоёмкости воздуха, в температурном режиме очень зависит от продолжительности солнечного сияния и поступающего солнечного тепла. Поэтому декабрь холоднее февраля, а июнь лишь чуть холоднее, чем август. В Родионовке резко континентальный климат с муссонными чертами. Континентальность климата проявляется в большой годовой (43°С) и суточной (10—15°С) амплитуде температуры. Муссонность климата выражается в направлении сезонных ветров, активной циклонической деятельности и большом количестве осадков в теплое время года. Лето жаркое со значительным количеством солнечного сияния. Температурный рекорд был зафиксирован 25 июня 2010 года, когда температура воздуха в селе поднялась до отметки +49,4 °C (источник?). В августе 2016 года по селу прошёл ураган со скоростью до 45—50 м/с, который нанёс сильный материальный ущерб жителям села.
Зима очень холодная с мощным снежным покровом. Морозы достигают -45°С в ночное время, днём температура не поднимается выше  -25°С. Температурный рекорд был зафиксирован 13 января 2012 года, когда температура воздуха опустилась до -52°С.

## Население
| 2002 | 2010 | 2012 | 2013 | 2014 | 2015 | 2016 |
| ---- | ---- | ---- | ---- | ---- | ---- | ---- |
| 503  | ↘354 | ↘332 | ↘318 | ↘296 | ↘274 | →274 |
| 2017 | 2018 |      |      |      |      |      |
| ↘265 | ↘249 |      |      |      |      |      |